# 賈斯珀鎮區 (密蘇里州康登縣)
賈斯珀鎮區（英語：Jasper Township）是位於美國密蘇里州康登縣的一個行政鎮區。

## 地方資料
賈斯珀鎮區的面積為141.49平方千米，當中陸地面積為104.74平方千米，而水域面積為36.75平方千米。根據2020年美國人口普查的數據，當地共有人口5401人，而人口密度為每平方千米38.17人。